# Rockin' All Over the World
Rockin' All Over the World — десятий студійний альбом британського рок-гурту Status Quo, який був випущений 11 листопада 1977 року.

## Список композицій
1. Hard Time – 4:45
2. Can't Give You More – 4:15
3. Let's Ride – 3:03
4. Baby Boy – 3:12
5. You Don't Own Me – 3:03
6. Rockers Rollin' – 4:19
7. Rockin' All Over the World – 3:36
8. Who Am I – 4:30
9. Too Far Gone – 3:08
10. For You – 3:01
11. Dirty Water – 3:51
12. Hold You Back – 4:30

## Учасники запису
- Френсіс Россі - вокал, гітара
- Рік Парфітт - вокал, гітара
- Алан Ланкастер - бас-гітара
- Джон Колен - ударні